# 學名
學名（英語：scientific name）是生物学术语，即根据国际上制定的有关生物命名的法规，為每一種生物或者每個分類學上的生物群（例如：科群、屬群），給予一個全世界通用的格式化拉丁文或拉丁化名稱。
動物學名的起源於1758年瑞典博物學家卡爾·林奈的名著《自然系統》第十版出版，林奈提倡給每種動物一個簡化的拉丁文名稱，由一字的屬名（generic name）與一字的種小名（specific name/epithet）共同組成，這種二名式命名法系統隨即被很多動物學家普遍採用。根据此命名法所得的学名，称为双名或二名；而汉语界的共识是双名属于一种学名，即学名的含义更为广泛。
目前動物命名法規規定1758年1月1日為動物命名法規的起用時間，之前發表的命名則不予採用。唯一例外是同樣採用二名法命名於1757年發表的克勒克著作《瑞典蜘蛛》(Aranei Svecici)。
关于有無所謂的“中文學名”，学界并未有统一共识。有些学者提倡中文名称僅有“普通名”与“別名”，有些学者提出中文学名的概念。生物都有各自的命名法規，如动物的命名受到《國際動物命名法規》的約束。
理論上一種生物僅有一個有效的双名或學名，称为接受名，在世界範圍內通用，以便不同國家和地區的學者互相交流研討，明確所指的是哪種生物。按照國際上對生物命名的法規，在同物異名的情况時（即同一物種被先後多次描述并命名，由此產生了多個學名），只有最早發表的學名是有效的，後發表的學名會被棄用。

## 概述
学名的首字母需大写。在科学文献的印刷出版时，属、种或之下阶元的生物学名之引用常以斜体表示，或在正排体学名下加底线表示。学名内所指的有可能是一种生物、一属的生物或一科的生物。原则上，一种生物的学名只有一个，即一个学名也只会用来称呼一种生物，学名以外的名称均为俗名。学名使用拉丁化文字，而俗名无限制。同一種生物有可能有許多俗名，有的俗名使用較為廣泛，例如：學名: Gambusia affinis (Baird & Girard, 1853) 俗名: 食蚊魚、大肚仔、胎鱂、大肚魚，其中較常聽到的俗名應該是「大肚魚」。
最初为了避免交流障碍，所以采用欧洲中古时期通用的拉丁文作为学名，但后来学者开始使用其他语言来为生物命名（但学名词尾、语法仍符合命名法），使得生物的学名中包含了来自世界各种语言的词汇，如奇翼龙的 Yi qi、神兽属的 Shenshou、仙兽属的 Xianshou、寐龙属的 Mei 及其下物种寐龙的 Mei long 等词语来自中文。而愛玉子的awkeotsang來自台語的薁蕘欉。
目前学名最长的物种为黏球菌屬的Myxococcus llanfairpwllgwyngyllgogerychwyrndrobwllllantysiliogogogochensis，其種小名源自其發現地蘭韋爾普爾古因吉爾的全名，是世界第二長的地名；学名最短的物种为南蝠（Ia io）和奇翼龙（Yi qi），都只有 4 个字母。
生物命名有一个基本原则，即某个生物分类单位的有效名称，应以最早正式刊出的名称为准。若发现同物异名的情况，应保留最早的名称，废除较晚的命名。没有两个属的动物可以有相同的属名，也没有两个属的植物有相同的属名，一个属中也没有两个种有相同的种名。动物和植物可以有相同的属名，不同属中可以有相同的种名，但亲缘关系较近的属中应避免相同的种名，以免分类调整归为一属时造成混乱。

## 命名基本原則

### 命名模式
命名應指定命名模式，種的命名模式為該種個體的標本，屬的命名模式為一個種，科的命名模式為一個屬

。

### 優先權
原則上先發表的學名具有優先權；但如果嚴格實行優先權規定，可能會使長久普遍使用的學名被廢棄時，則可能例外使較早發表而具有優先權的名字被廢棄。

### 學名用拉丁文
學名應使用拉丁文或拉丁化文字。

## 學名的字數

### 單名法
属以上的分类阶元的学名使用单名法（nomen），由一个拉丁文单词表示，首字母大写，属名须用斜体，其他阶元惯用正体。完整引用时须在名称后加命名人姓氏和命名时间，一般情况下则省略。命名人姓氏和命名时间之间用半角逗号 + 一个空格（, ），命名人第一个字母大写。在某些阶元有特定使用的词尾，例如植物科的学名词尾为 aceae；新命名的分类阶元则在名称后加“nov.”。

### 二名法
种一级的学名使用二名法（binomen），又称双名法，由属名和种加词（港台称种小名）。两部分构成一个种名。完整引用时须在种名后加命名人姓氏和命名时间，一般情况下可省略。有时属名后还可附加用括号括起的亚属名。属名、亚属名及其所带的括号、种加词均用斜体，命名人、命名时间及二者间的逗号用正体。属名、亚属名和命名人的第一个字母大写。若原来的命名经过修正（如某物种从一个属移入另一属），则原命名人加上括号。
若在一篇文章中多次引用某个种名，可在第一次完整引用后，后续使用属名、亚属名和种加词的缩写式，缩写只保留属名、亚属名和种加词的首字母，后加半角句号 + 一个空格（. ）。在很少的一些情况下，由于一个物种已经广为人知，所以其缩写形式就约定俗成了，如 Escherichia coli（大肠埃希菌，即大肠杆菌）可缩写为 E. coli 而不会引起误会。若名称在一行内写不下要换行时，须按音节换行，不能将音节拆开，并要加半角连接号（-）连接。

### 三名法
亚种、变种、变型等种以下的阶元使用三名法（trinomen）：由属名、种加词、种下阶元加词三部分组成，均用斜体或專名號。完整引用时须在名称后加命名人姓氏和命名时间，一般情况下可省略。
示例
猫科：Felidae Gray, 1821
豹属：Panthera Oken, 1816
虎：Panthera tigris (Linnaeus, 1758) ，也可写为 Panthera (tigris) tigris (Linnaeus, 1758)。
东北虎：Panthera tigris altaica (Termminck, 1845) ，若前文已引用过虎的完整学名，则东北虎的学名可简写为 P. t. altaica。
林奈（Linnaeus）最初为虎命名时，将虎归入猫属，因此虎的旧名为 Felis tigris Linaeus, 1758，东北虎的旧名为 Felis tigris altaica Termminck, 1845，而现行分类将虎归入豹属，所以命名人加了括号。

## 缩写和符号
学名中还会使用一些正体的缩写和符号，例如：
- aff. 是 affinis 的缩写，写在种名前，意为亲近，翻译为近缘种，古生物较常用，如原始扁鼻犬亲近种 Simocyon aff. primigenius Roth et Wanger, 1855 与原始扁鼻犬 Simocyon primigenius Roth et Wanger, 1855 有一定的亲缘关系。
- cf. 是 conformis 的缩写，写在种名前，意为相似，翻译为相似种，比近缘种关系更为密切，古生物较常用，如史前的似北豺 Cuon cf. alpinus (Pallas, 1811) 与现生的豺 Cuon alpinus (Pallas, 1811) 很相似，但不能肯定为同一种。
- var. 是 varietas 的缩写，意为變種，写在种名后，变种名前，主要表示地理意义上的变种，也可用于其它意义的变种，如家鹅的学名 Anser cypnoides var. domestica 就是在鸿雁的学名后加上“驯养”（domestica）构成的，即鸿雁驯化变种。
- mut. 是 mutatio 的缩写，意为变种，表示时间意义上的变种，但时间意义上的变种也常用 var. 而不用 mut.，mut. 很少使用。
- indet. 是 indeterminata 的缩写，表示属或种不能鉴定。
- emend. 是 emendatio 的缩写，表示修改、订正，一般在属、科以上使用。
- ? 表示有疑问，不确定。 ? 放在属名前，表示属、种都可能有问题，? 放在属名后，表示属名不能肯定，? 放在命名人后，表示种名不能肯定。
- et 是“和，与，及”的意思。若由两人联合命名，则命名人之间用 et 连接，如泥河湾巨剑齿虎 Megantereon nihowanensis Teilhard et Piveteau, 1930；若由三人联合命名，则第一人和第二人之间用半角逗号+一个空格（, ）隔开，第二人和第三人之间用 et 连接，如白豚科 Lipotidae Zhou, Qian et Li, 1978。命名人之间也可用 and 或符号 & 连接，作用与 et 相同。命名人超过三人时，则在第一个人后面加上 et al. ，表示“等，以及其他人”，如南雄阶齿兽 Bemalambda nanhsiungensis Chow et al., 1973
- gen. 是属 genus 的缩写，sp. 和 spp. 是种 species 的缩写，sp. 是种的单数，spp. 是种的复数，sp. 写在属名之后，表示不能确定种名的未定种。
- nov. 是 nova 新的缩写， gen. nov. 表示新属，sp. nov. 表示新种，gen. et. sp. nov. 表示第一次发表的新属、新种。

## 延伸閱讀
- 植物命名指南 作者:黃增泉, 吳明洲, 黃星凡 出版社：行政院農業委員會林務局  出版日期：2013/12/01

## 網路資源
國際藻類、真菌和植物命名法規(深圳法規2018)
https://www.iapt-taxon.org/nomen/main.php （页面存档备份，存于）
動物命名法規(第四版)
https://www.iczn.org/the-code/the-code-online/ （页面存档备份，存于）
原核生物命名法規
http://www.the-icsp.org/bacterial-code （页面存档备份，存于）
國際動物命名法委員會. 國際動物命名規約 (第四版) . 于名振, 譯. 修訂 2 版. 基隆: 水產出版社, 2009.
https://www.iczn.org/assets/af0248bce6/20090306-Traditional-Chinese-translation-of-ICZN-Code4.pdf （页面存档备份，存于）